# Routine outcome monitoring
Routine outcome monitoring (ROM), ook wel 'ROM-Benchmarketing', is een methodiek in de geestelijke gezondheidszorg waarbij regelmatig metingen gedaan worden van de toestand van de cliënten met het oog op evaluatie en eventueel bijsturing van de behandeling.

## Geschiedenis
Onder het motto “meten is weten” werd ROM in 2001 voor het eerst breed ingevoerd in de GGZ bij het Leids Universitair Medisch Centrum (LUMC) en Rivierduinen. Sindsdien is ROM in de GGZ aan een gestage opmars begonnen, gestimuleerd door ROM projecten bij veel voorkomende psychische aandoeningen, in de verslavingszorg en bij ernstige psychiatrische aandoeningen. Verschillende organisaties voor kinder- en jeugdpsychiatrie werken sinds 2008 samen aan de ontwikkeling en implementatie van ROM in de jeugd-ggz onder de naam ROMCKAP (Routine Outcome Monitoring Consortium Kinder- en Adolescenten Psychiatrie). ROMCKAP maakt sinds 1 januari 2014 deel uit van het Kenniscentrum Kinder- en Jeugdpsychiatrie.

## Naam
De Engelse benaming “Routine Outcome Monitoring” (ROM) wordt courant in het Nederlands gebruikt. Een verwante, maar iets algemenere term is Uitkomstenmanagement. Deze term wordt zowel in Nederland als Vlaanderen soms gebruikt, zij het nog niet algemeen. "Routine" duidt aan dat het hier een activiteit betreft die tot de vaste routine van de instelling behoort als onderdeel van “good clinical practice”. De term "Outcome" geeft aan dat het gaat om vaststellen van de behandeluitkomst . De "M" uit ROM kan staan voor Monitoring, "Management" of Measurement. Met Monitoring wordt het voortdurend volgen van de voortgang van de individuele behandeling door middel van herhaalde metingen goed beschreven. Het doel is bijsturen van de lopende behandeling. Met Management wordt het meten en terugkoppelen van uitkomsten op geaggregeerd niveau aangeduid, voornamelijk ter bijsturing van beleid op team- of instellingsniveau. Measurement kan het best gebruikt worden wanneer men alleen begin- en eindmetingen verzamelt.
Anderen beschouwen de termen Monitoring, Management en Measurement min of meer als synoniemen.
De Engelse benaming Routine Outcome Monitoring wordt anno 2014 het meest gebruikt. Deze term wordt overigens in de Engelstalige literatuur vrij zelden gebruikt.

## Doelen
Routine outcome monitoring kan voor verschillende doelen gebruikt worden:
- Evaluatie van individuele behandelingen: behandelaars krijgen gegevens over de toestand en evolutie van individuele cliënten, eventueel gekoppeld aan normgegevens. Op basis hiervan kunnen zij de behandeling staken, succesvol afsluiten of de lopende behandeling bijstellen.
- Evaluatie van behandelprogramma’s of behandelteams: de gegevens van verschillende cliënten worden samen genomen en globaal teruggekoppeld. Op basis van deze spiegelinformatie kunnen verbeterplannen opgesteld worden, niet voor individuele cliënten of lopende behandelingen, maar voor globale behandelprogramma’s of behandelteams (intern benchmarken).
- Prestatie-indicatoren: gegroepeerde gegevens kunnen gebruikt worden binnen het kwaliteitsmanagement van gezondheidsorganisaties om verantwoording af te leggen naar andere betrokken partijen zoals directie, zorgverzekeraars of de overheid (extern benchmarken).
- Onderzoek: als grote hoeveelheden gegevens verzameld zijn, kunnen deze gebruikt worden om de achtergrond van problemen en de uitkomsten van behandelingen te onderzoeken. Dit type (observationeel) onderzoek vormt een welkome aanvulling op gerandomiseerde klinische studies naar behandeleffect, omdat de externe validiteit van de resultaten beter geborgd is.[15]

## Wat wordt gemeten en hoe?

### Domeinen
Kenmerkend voor Routine Outcome Monitoring is dat verschillende aspecten betreffende de cliënt en de zorg worden gemeten en niet slechts één aspect. Vaak worden een aantal domeinen of kwadranten onderscheiden, doch ook op dit vlak worden verschillen gevonden tussen auteurs of organisaties. Enkele voorbeelden:
- Sommigen onderscheiden als domeinen de klachten van cliënten (waaronder psychiatrische symptomen, verslaving, en somatiek en het algemeen niveau van functioneren), zorgbehoeften, levenskwaliteit en tevredenheid met de zorg.[7]
- Het Trimbos-instituut onderscheidt 4 kwadranten: klinische uitkomsten, patiëntenwaardering, functionele uitkomsten en kosten.
- Zichtbare Zorg (ZiZo), het kwaliteitsinitiatief van de Nederlandse overheid, onderscheidt drie aspecten: uitkomst van de zorg, cliëntperspectief (waaronder tevredenheid) en veiligheid.[16]
- De Vlaamse Vereniging voor Geestelijke Gezondheid onderscheidt als kwadranten: klinische veranderingen (klachten), veranderingen in het functioneren (waarbij de sociale relaties worden gemeten), de tevredenheid over het proces (tevredenheid over de behandeling) en de tevredenheid over de therapeutische relatie.[17]

### Meetinstrumenten
Afhankelijk van de gekozen domeinen doen auteurs uiteenlopende suggesties voor het gebruik van meetinstrumenten. Omdat de ontwikkeling van Routine outcome monitoring anno 2014 nog volop in beweging is, zijn er nog geen definitieve aanbevelingen te doen over welke instrumenten men het beste kan gebruiken.
De CDOI-methode (Client Directed Outcome Informed) van Miller meet na ongeveer elke sessie de uitkomst en de therapeutische relatie met twee ultrakorte instrumenten en is een procesmaat.

## ROM en benchmarken
ROM wordt ook gebruikt om benchmarking mogelijk te maken. Hiervoor bestaan verschillende systemen. In 2011 werd in Nederland Stichting Benchmark GGZ (SBG) opgericht door de koepels van zorgverzekeraars en zorgaanbieders om benchmarken op landelijke schaal mogelijk te maken. Zorgaanbieders leveren maandelijks gegevens aan bij SBG en kunnen hun eigen "prestaties" (ROM-respons en gemiddelde uitkomst van de behandeling) vergelijken met het landelijk gemiddelde voor deelpopulaties van hun cliëntenbestand.

## Kritiek
Vanaf de invoering van de ROM als meetinstrument in de GGZ werden er vraagtekens gezet bij het systeem. Er was vooral kritiek op de wijze waarop zorgverzekeraars het ROM-systeem als kwaliteitsinstrument gebruiken,  terwijl het in eerste instantie was bedoeld voor de behandelaar en de cliënt om het effect van de behandeling te monitoren en te verbeteren. Ook het gebruik van klinische data van de behandelaars door de SBG, waarin de zorgverzekeraars en GGZ Nederland zich in hadden verzameld, werd door een groep hoogleraren in 2012 ontraden. Er was kritiek op de hoge administratielast en privacy voor de patiënt was volgens onderzoekers en de NZa niet meer gewaarborgd. Aanvankelijk werd SBG in een kort geding over deze kwestie in het gelijk gesteld , maar later oordeelde de Autoriteit Persoonsgegevens dat de gegevensverzameling in strijd was met inmiddels aangescherpte Europese privacy wetgeving. Eind 2018 ging SBG op in het nieuw opgerichte Akwa GGZ . 
In 2019 werd de door SBG verzamelde historische data door diens opvolger Akwa GGZ vernietigd.